# 脆性介壳虫
脆性介壳虫（Syringammina fragilissima）是一种在苏格兰的罗科尔岛发现的巨型变形虫类生物，它是目前已知最大的单细胞生物，它的周围长着一种称为介壳的硬壳结构，十分罕见。大多数单细胞生物只能用显微镜才能看到，但脆性介壳虫往往可以长到10厘米宽，有时甚至20厘米。它是在1882年夏末，由一艘名为“海神”号(Triton)的船只在苏格兰以北冰冷的海面上航行时，从海中打捞出来的一种有孔虫类。
它的细胞形成了分枝和连接管，它分泌一种类似水泥有机物质并使其与外界的沉淀物或沙子相结合，从而形成一个硬壳结构，称为介壳。它的细胞质具有高浓度的脂类，这表明它可能消化细菌时产生沉积物从而构成了“砂管”。

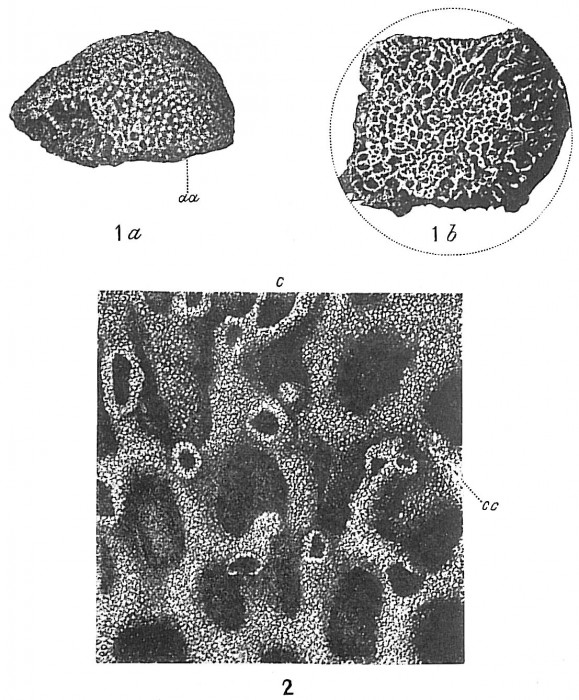
介壳的样子与构造